# Museo Arqueológico de Abdera

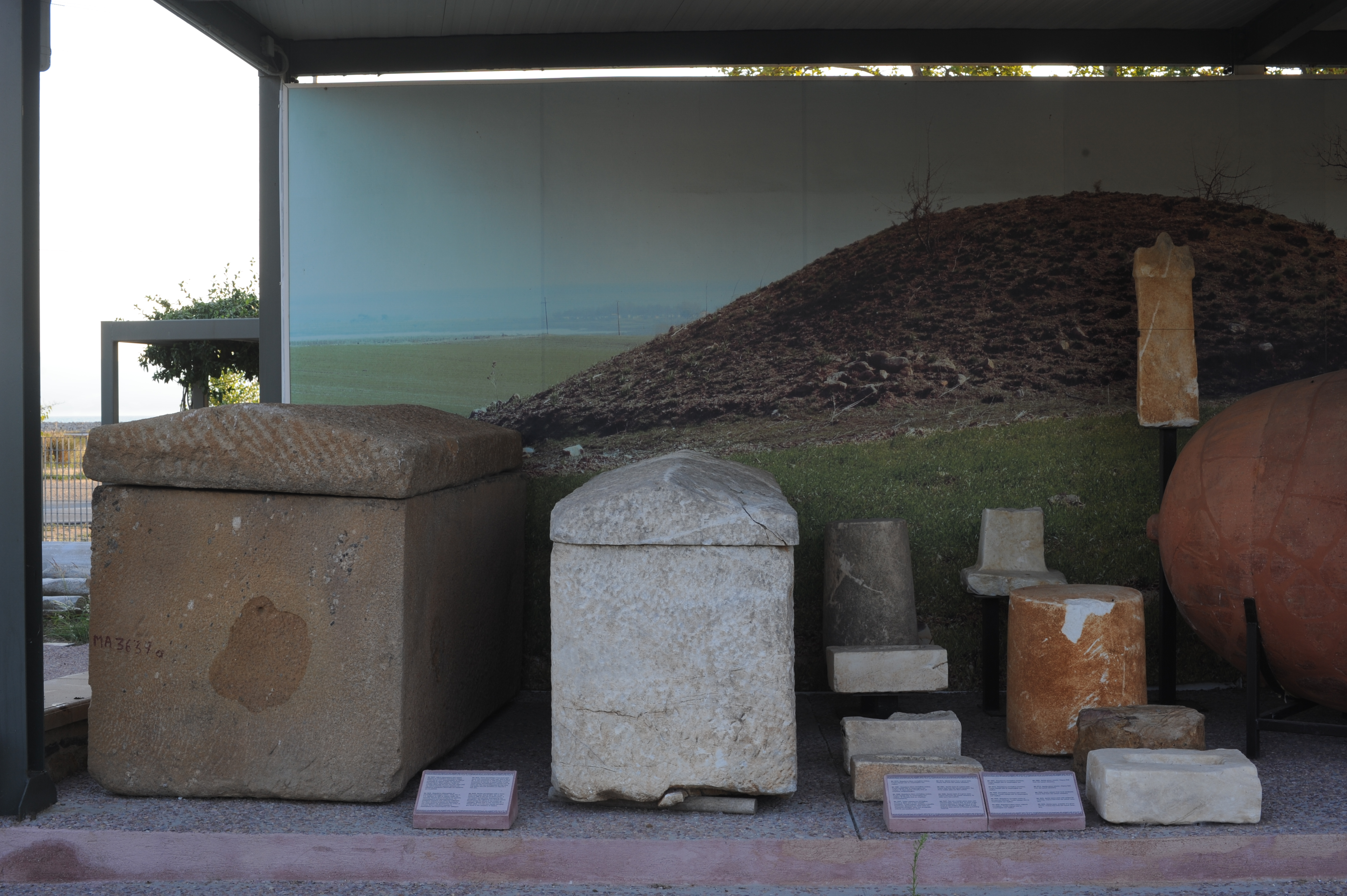
Sarcófagos de piedra en Abdera

El Museo Arqueológico de Abdera es un museo de Grecia ubicado en Abdera, perteneciente a la periferia de Tracia y Macedonia Oriental.

## Historia del museo
Los hallazgos de las primeras excavaciones del área de Abdera se conservaban inicialmente en otros museos, el Museo Arqueológico de Kavala y el Museo Arqueológico de Komotiní. Fue a partir de 1976 cuando se ideó la creación de un museo arqueológico en Abdera, aunque el edificio no se empezó a construir hasta 1989. Las obras terminaron en 1992 y desde 1994 se empezó a trabajar en la formación de la exposición. Durante los años siguientes se trajeron las obras procedentes del área de Abdera que albergaban los museos de Kavala y Komotini. Fue en 2000 cuando quedó inaugurado el museo de Abdera.

## Colecciones
El museo contiene una colección de objetos procedentes de los yacimientos arqueológicos de la ciudad y de las necrópolis de la antigua Abdera, que pertenecen a periodos comprendidos entre el siglo VII a. C. y el siglo XIII y que permiten exponer su evolución histórica. Se estructura en tres diferentes secciones temáticas: vida pública, vida privada y usos funerarios. Además, se han organizado en el museo exposiciones temporales y otras actividades culturales y educativas.
La sección de la vida pública alberga una serie de inscripciones epigráficas, figurillas, armas y monedas relacionadas con la política, la organización administrativa, las prácticas religiosas y el ejército.
La unidad dedicada a la vida privada, en cambio, se centra en aspectos relacionados con las actividades profesionales, la vestimenta, las actividades cotidianas y la vida de los niños. Entre los objetos expuestos se hallan herramientas, recipientes de cerámica, joyas, pesas de telar y mosaicos.
Por otra parte, la sección dedicada a los usos funerarios contiene objetos procedentes de ajuares funerarios, sarcófagos y estelas funerarias.